# Haab

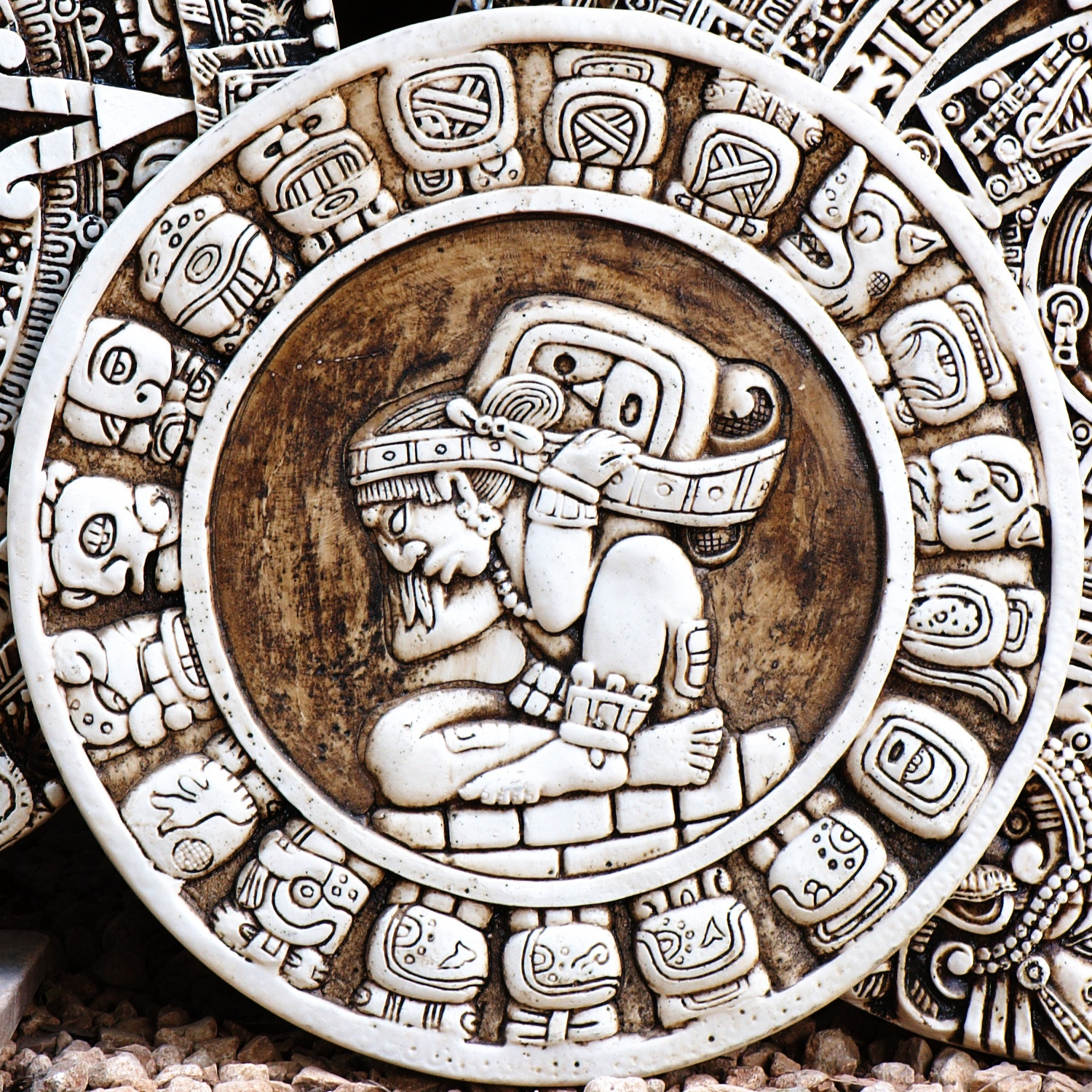
Haab Zyklus der 18+1 Monate

Das Haab („Sonnenjahr“) ist ein Teil des Maya-Kalenders, der den Maya zu zivilen Zwecken diente (der andere Teil ist der Tzolkin). Er unterteilt das Jahr in 18 „Monate“ mit je 20 Tagen (Kin), was 360 Tagen entspricht.
Um sich dem Sonnenjahr mit etwa 365¼ Tagen anzunähern, wird ein 19. „Monat“ mit nur 5 Tagen (Uayeb „namenlos“) angefügt. Da diese 5 Tage jedes Jahr hinzukommen, sind es Epagomene, aber keine Schalttage, die nur in Schaltjahren eingefügt werden. Ohne eine Schaltregelung kommt es zu einer immer konstanten Jahreslänge von 365 Tagen, weshalb das „Jahr“ im Haab zwar dem Sonnenjahr ähnelt, der Haab aber trotzdem kein Sonnenkalender ist (wie etwa unser gregorianische Kalender). Theoretisch hätte es durch die feste Jahreslänge und die jährlich etwa 6 fehlenden Stunden über die Jahre zu einer Verschiebung zwischen Kalenderjahr und Sonnenjahr kommen müssen (→Wandeljahr).
Ein Datum im Haab-Kalender lautet z. B. 11 Yax.

## Tageszählung
Bei der Tageszählung des Haab-Kalenders laufen
- die Zahlen kontinuierlich von 0 bis 19
- die 18 Monate in der unten gezeigten Reihenfolge. Hinzu kommt der Monat Uayeb / Wayeb („Unglückstage“; Schaltmonat mit nur 5 Tagen).

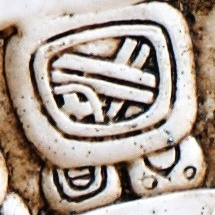
Monat 01: Pop (Matte)
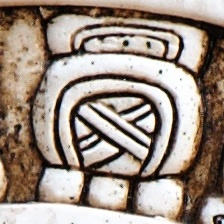
Monat 02: Uo / Wo (schwarze Verknüpfung)
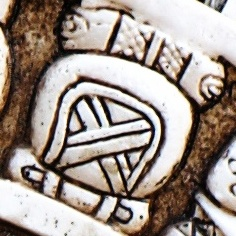
Monat 03: Zip / Sip (rote Verknüpfung)
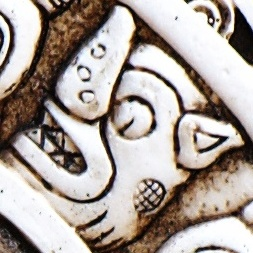
Monat 04: Zotz / Sotz' (Fledermaus)
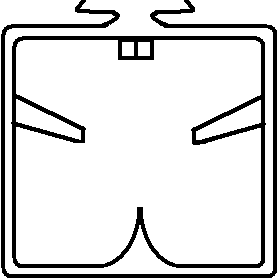
Monat 05: Zec / Sek (Tod)
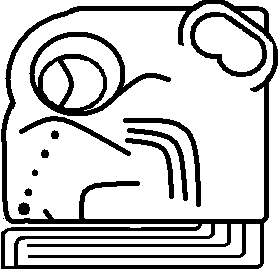
Monat 06: Xul (Hund)
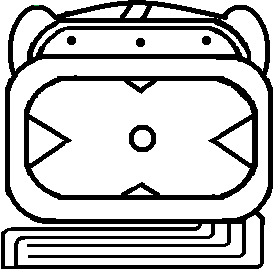
Monat 07: Yaxkin / yaxk'in (neue Sonne)
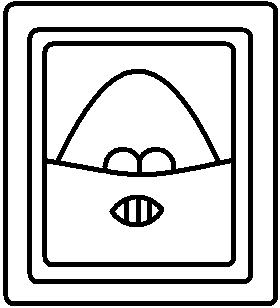
Monat 08: Mol (Wasser)
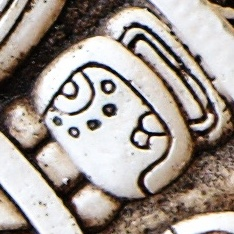
Monat 09: Chen / Ch'en (schwarzer Sturm)
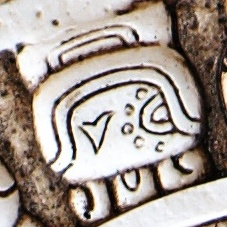
Monat 10: Yax (grüner Sturm)
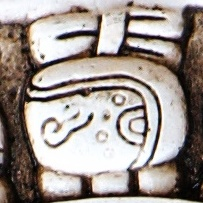
Monat 11: Zac / Sak (weißer Sturm)
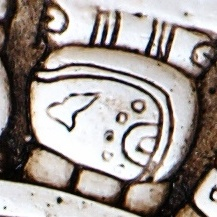
Monat 12: Ceh (roter Sturm)
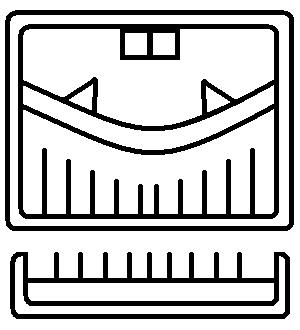
Monat 13: Mac / Mak (eingeschlossen)
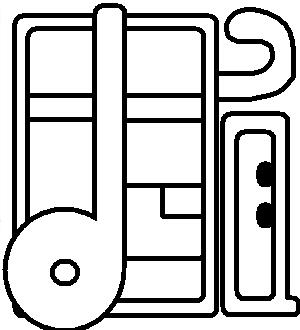
Monat 14: Kankin (gelbe Sonne)
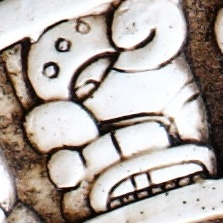
Monat 15: Muan (Eule)
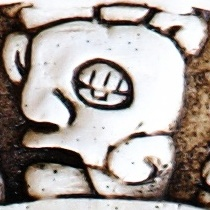
Monat 16: Pax (Pflanzzeit)
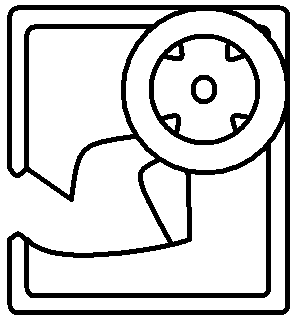
Monat 17: Kayab (Schildkröte)
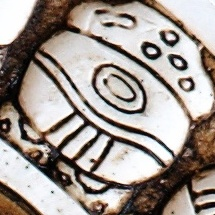
Monat 18: Cumku / Kumku (Kornspeicher)
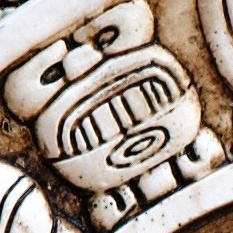
Monat 19: Uayeb / Wayeb („Unglückstage“; Schaltmonat mit nur 5 Tagen)

Im Haab werden die Tage daher folgendermaßen bezeichnet:
| 0 Pop,   | 1 Pop,   | 2 Pop,   | 3 Pop,   | …,       | 19 Pop,   |
| 0 Uo,    | 1 Uo,    | 2 Uo,    | 3 Uo,    | …,       | 19 Uo,    |
| …        |          |          |          |          |           |
| 0 Cumku, | 1 Cumku, | 2 Cumku, | 3 Cumku, | …,       | 19 Cumku, |
| 0 Uayeb, | 1 Uayeb, | 2 Uayeb, | 3 Uayeb, | 4 Uayeb. | 4 Uayeb.  |

Der Haab und der Tzolkin-Kalender liegen so zueinander, dass nach jeder Kalenderrunde (alle 52 Haab-Jahre) das Datum 8 Cumku (Haab) den gleichen Tag wie das Datum 4 Ahau (Tzolkin) bezeichnet.
Die Maya gingen etwa zur Zeit der Eroberung durch Spanien dazu über, die Tage ab 1 zu nummerieren, sodass das Haab-Jahr mit 1 Pop begann und mit 5 Uayeb endete.